# Паул фон Турн и Таксис
Паул Максимилиан Ламорал фон Турн и Таксис (на немски: Paul Maximilian Lamoral Prinz von Thurn und Taxis; * 27 май 1843, дворец Донаущауф при Регенсбург; † 10 март 1879, Кан) е принц на Турн и Таксис, направен на фрайхер, господар фон Фелс от баварския крал Лудвиг II през 1868 г.

## Биография

### Произход
Той е третият син на княз Максимилиан Карл фон Турн и Таксис (1802 – 1870) и втората му съпруга принцеса Матилда София фон Йотинген-Йотинген и Йотинген-Шпилберг (1816 – 1886), дъщеря на княз Йохан Алойз Антон фон Йотинген-Йотинген и Йотинген-Шпилберг (1788 – 1855) и княгиня Амалия Августа фон Вреде (1796 – 1871).

### Военна кариера
Паул се подписва на писмата си винаги като княз фон Турн и Таксис. Той е умен, има много добър глас и свири добре на пиано. На 15 ноември 1861 г., на 18-годишна възраст, той е юниор-лейтенант в кралската баварска войска (гарнизон Вюрцбург). На 1 ноември 1863 г. той е ордонанц-офицер на крал Максимилиан II от Бавария и след внезапната му смърт на 10 март 1864 г. адютант на приятеля му, баварския крал Лудвиг II. На 18 януари 1865 г., на 20 години, е повишен на обер-лейтенант и става личен адютант на краля.
Рихард Вагнер идва на 10 декември 1865 г. в Мюнхен и принц Паул фон Турн и Таксис става секретен куриер и посредник между композитора и краля. Отношенията на Паул с крал Лудвиг II се влошават. Някои историци вярват, че има доказателства за интимна връзка между двамата, позовавайки се на писма, написани от Паул към Лудвиг II. На 7 ноември 1866 г. Паул е освободен от службата му при краля и е изпратен в 3. конен артелери-регимент. Той не започва там да работи. На 18 януари 1867 г., по негова молба, е освободен от военната служба.

### Брак с Елиза Кройтцер
Паул фон Турн и Таксис се запознава през 1865/1866 г. с 20-годишната артистка и певица Елиза Кройтцер (* 8 септември 1845, Манхайм; † 3 септември 1936, Хунтлозен при Олденбург), дъщеря на прочутия тогава тенор Хайнрих Кройцер (* 1819, Виена) и певицата Амалия Фишер (* 15 август 1814, Прага). Те пазят връзката си в тайна. В края на януари 1867 г. двамата напускат Мюнхен и отиват в Берн (Швейцария). На 30 юни 1867 се ражда синът им Хайнрих фон Фелс. Това се научава чрез вестниците и става скандал в благородническите среди.
Паул и Елиза се женят (морганатичен брак) на 7 юни 1868 г. в католическата църква „Св. Петер ин Кетен“ в Астхайм при Требур. Фамилията му се отказва от него и го лишава от всички титли, чрез договор от 9 февруари 1868 г. в Аахен, и му дава годишна рента от 6 хиляди баварски флорини. След смъртта му съпругата му може да получава 3000 гулдена доживотно.
На 17 юни 1868 г. Лудвиг II издига бившия си приятел на фрайхер под името „фон Фелс“. Паул фон Фелс не успява да си намери работа като артист в театри или да стане интендант. Вероятно тогава вече е болен от туберкулоза. Той придружава съпругата си в местата, където тя има ангажименти. Паул взема кредити, а техният син Хайнрих живее в интернат и при родителите на съпругата му.

### Последни години във Франция
През септември 1878 г. Паул си изважда паспорт, за да замине за Франция и отива в Кан. По негово желание градът му разрешава на 18 януари 1879 г. да си купи гробно място. Той умира на 35 години на 10 март 1879 г. в Кан и е погребан в гробището „Cimetière du Grand Jas“, Allée du Silence-Nr. 33 под името „Барон Паул де Фелс“.

## Галерия
- Паул фон Турн и Таксис в униформа на баварски флюгел-адютант
- Паул фон Турн и Таксис, Кисинген 1864